# Andreas Bussmann
Andreas Bussmann († 8. März 1561 in Lübeck) war Kaufmann und Ratsherr der Hansestadt Lübeck.
Andreas Bussmann gehörte dem Lübecker Bürgerausschuss 1530 als Mitglied an, wurde aus diesem aber in der Wullenwever-Zeit nicht in den Lübecker Rat gewählt. Nach Rückkehr des Alten Rates 1535 wurde er dennoch 1541 zum Lübecker Ratsherrn erwählt. Er war im Rat als Wetteherr tätig.
Bussmann war verheiratet mit Gertrud geb. Messmann, Tochter des Lübecker Ratsherrn Hermann Messmann. Eine Tochter heiratete den Lübecker Ratsherrn Hermann Klever. Bussmann und seine Ehefrau wurden in der Lübecker Marienkirche bestattet, wo ihre Wappengrabplatte mit Inschrift beschrieben, aber nicht nachweisbar ist.